# سرگذشت عجیب خانم دبیری
سرگذشت عجیب خانم دبیری نمایشنامه‌ای از محمد چرمشیر است که اولین بار در سال ۱۳۹۴ توسط انتشارات نیلا به‌چاپ رسیده است. این نمایشنامه یک تک‌گویی نمایشی (یک بازیگر زن) است که وقوع حادثه‌ای غریب برای زنی از طبقه متوسط جامعه امروز ایران را بسیار رنگین و طنازانه روایت می‌کند. سرگذشت عجیب خانم دبیری بارها توسط گروه‌های مختلف تئاتر به‌روی صحنه رفته است.